# ジョン・ロフタス (第2代イーリー侯爵)

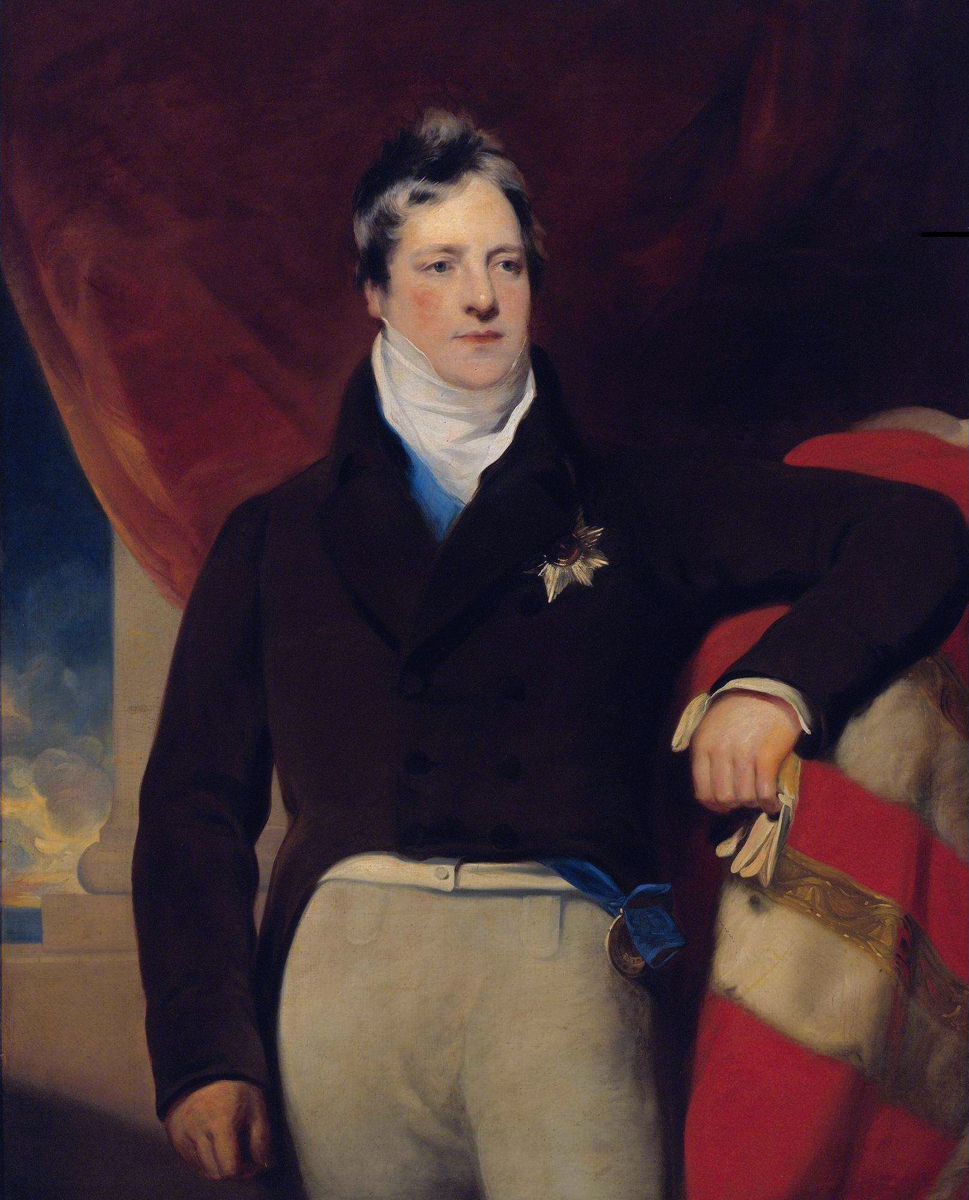
第2代イーリー侯爵

第2代イーリー侯爵ジョン・ロフタス（英語: John Loftus, 2nd Marquess of Ely KP PC (Ire)、1770年2月15日 – 1845年9月26日）は、イギリスの政治家、アイルランド貴族。トーリー党所属。1794年から1806年までロフタス子爵の儀礼称号を使用した。

## 生涯
初代イーリー侯爵チャールズ・ロフタスとジェーン・マイヒル（Jane Myhill、1807年2月21日没、ロバート・マイヒルの娘）の息子として、1770年2月15日に生まれた。
1790年の選挙でウェックスフォード選挙区から当選したが、後に当選無効を宣告され、翌年に改めて同選挙区から選出されてアイルランド庶民院議員を務めた。
1793年から1801年までアイルランド財務省出納官（Teller of the Exchequer）を、1800年から1806年までアイルランド下級大蔵卿（Lord of Treasury）を務め、1800年12月23日にアイルランド枢密院の枢密顧問官に任命された。
1801年にアイルランド王国とグレートブリテン王国が合同してグレートブリテン及びアイルランド連合王国が成立すると、連合王国議会でカウンティ・ウェックスフォード選挙区の代表として庶民院議員を続投、議会ではあまり活動的ではなかったが基本的には首相ヘンリー・アディントンと小ピットを支持した。1806年に初代グレンヴィル男爵ウィリアム・グレンヴィルが首相に就任すると、ロフタス子爵はアイルランド下級大蔵卿から解任された。直後の1806年3月22日に父が死去すると、イーリー侯爵位を継承、翌1807年11月3日に聖パトリック勲章を授与された。同1807年に第2次ポートランド公爵内閣が成立するとそれを支持した。その後、1809年から1845年までウェックスフォード県総督を、1824年から1845年までウェックスフォード首席治安判事を務め、1810年7月3日にオックスフォード大学よりD.C.L.の名誉学位を授与された。
1845年9月26日に胃病によりファーマナ県のイーリー・ロッジ（Ely Lodge）で死去、息子ジョン・ヘンリーが爵位を継承した。

## 家族

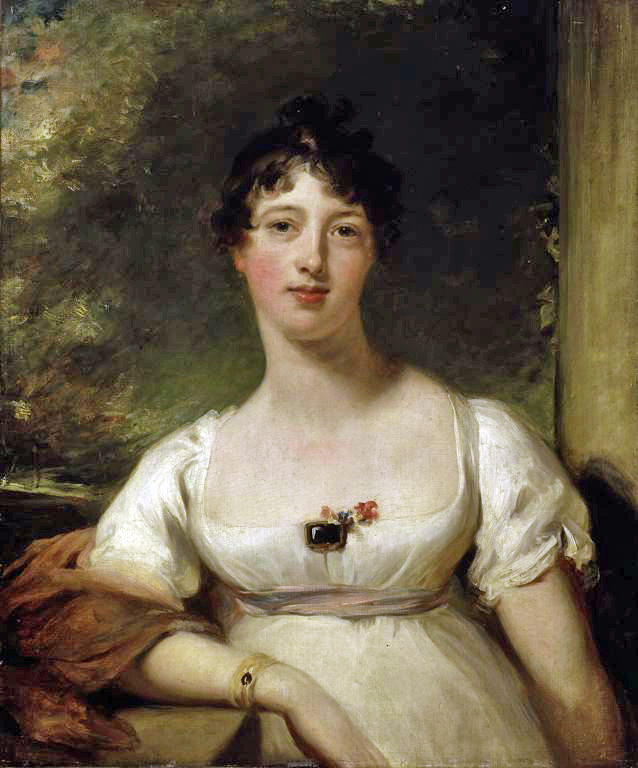
イーリー侯爵夫人アンナ・マリアの肖像画。トーマス・ローレンス画、1805年頃。

1810年5月22日、アンナ・マリア・ダッシュウッド（Anna Maria Dashwood、1785年 – 1857年9月6日、第3代準男爵サー・ヘンリー・ワトキン・ダッシュウッドの娘）と結婚、6男4女をもうけた。
- シャーロット・エリザベス（1811年4月22日 – 1878年9月11日） - 1830年12月18日、初代エジャートン男爵ウィリアム・エジャートン（英語版）と結婚、子供あり
- ヘンリー・ロバート（1813年3月15日 – 4月15日）
- ジョン・ヘンリー（1814年 – 1857年） - 第3代イーリー侯爵
- ジョージ・ウィリアム（1815年5月11日 – 1877年1月19日） - 1846年6月21日、マーサ・フラー（Martha Fuller、1858年4月6日没、J・フラーの娘）と結婚
- アダム（1816年5月13日 – 1866年12月25日） - 1846年6月11日、マーガレット・ファンニン（Margaret Fannin、1902年5月3日没、ロバート・ファンニンの娘）と結婚、子供あり。第5代イーリー侯爵ジョン・ヘンリー・ロフタスと第6代イーリー侯爵ジョージ・ハーバート・ロフタスの父
- オーガスタス・ウィリアム・フレデリック・スペンサー（英語版）（1817年 – 1904年） - 外交官、ニューサウスウェールズ州総督。1845年8月9日、エンマ・マリア・グレヴィル（Emma Maria Greville、1902年1月1日、ヘンリー・フランシス・グレヴィルの娘）と結婚、子供あり
- ヘンリー・ヨーク・アストリー（英語版）（1822年 – 1880年） - 1864年7月5日、ルイーザ・エンマ・マウンセル（Louisa Emma Maunsell、1884年9月2日没、リチャード・ジョージ・マウンセルの娘）と結婚
- アンナ・マリア・エレン（1896年12月27日没）
- エリザベス・キャロライン（1836年10月没）
- キャサリン・ヘンリエッタ・メアリー（1908年2月22日没） - 1863年1月6日、アーサー・ジョン・ロフタス（Arthur John Loftus、1891年9月3日没、アーサー・ロフタスの息子）と結婚、子供あり